# Fábio (football, 1981)
Pour les articles homonymes, voir Fabio.
Fábio Luís Ramim, dit Fábio, né le 10 avril 1981 à São Paulo au Brésil, est un footballeur international azerbaïdjanais, qui évoluait au poste de milieu défensif. 
Il compte 16 sélections et 4 buts en équipe nationale entre 2008 et 2011.

## Biographie

### Carrière de joueur
Fábio Luís Ramim dispute 3 matchs en Ligue des champions, et 3 matchs en Ligue Europa avec le club FK Bakou.

### Carrière internationale
Fábio Luís Ramim compte 16 sélections et 4 buts avec l'équipe d'Azerbaïdjan entre 2008 et 2011. 
Il est convoqué pour la première fois par le sélectionneur national Berti Vogts pour un match amical contre la Bosnie-Herzégovine le 1er juin 2008 (défaite 1-0). Par la suite, le 4 juin 2008, il inscrit son premier but en sélection contre Andorre, lors d'un match amical (victoire 2-1). Il reçoit sa dernière sélection le 10 août 2011 contre la Macédoine (défaite 1-0).

## Palmarès
- Avec le FK Bakou
  - Champion d'Azerbaïdjan en 2009
  - Vainqueur de la Coupe d'Azerbaïdjan en 2010 et 2012